# Гайдамака (фільм)
«Гайдамака» — український короткометражний фільм режисера Романа Синчука, екранізація оповідання Валер'яна Підмогильного за сценарієм Леоніда Череватенка.

## Опис
Перший фільм трилогії, яка розповідає про радянсько-українську війну початку ХХ століття. Фільм — про долю двох юнаків, котрі вступили добровольцями до загону боронити Україну і майже одразу втрапили до червоних у полон. Про вірність ідеалам, і безпринципність.
В фільмі чудово представлена атмосфера тих часів, особливо помітна у місцевого населення, оця типово українська землеробська «моя хата з краю». Як сказав режисер, він не розбирався, хто правий, а хто винен, тож у фільмі немає однозначно хороших чи поганих персонажів, як серед червоноармійців так і серед петлюрівців.
Серед недоліків — певний розсинхрон звуку і моментами недостовірна акторська гра, але сюжет чіпляє за живе, як і будь-яка історія про непросту долю українців. Сюжет доволі передбачуваний, проте від цього не менш цікавий у виконанні.

## У ролях
- Данило Мойсеєв — Олесь
- Костянтин Воробйов — Комісар
- Костянтин Войтенко — Василь
- Мирослав Павліченко — Отаман Дудник
- Тарас Жирко — Панько Хрущ
- Михайло Романов — Лікар
- Тарас Кур'ян — Політрук
- Сергій Демчук — Бородач
- Володимир Ляшевський — Вартовий
- Олександр Печериця, Володимир Канівець, Олександр Комаренко, Назар Худоба — Гайдамаки
- Олександр Герасимчук — Візник
- Ліна Будник — Бабуся
- Марина Рощина — мати
- Та інші…